# Elecciones presidenciales de la República Dominicana de 1957

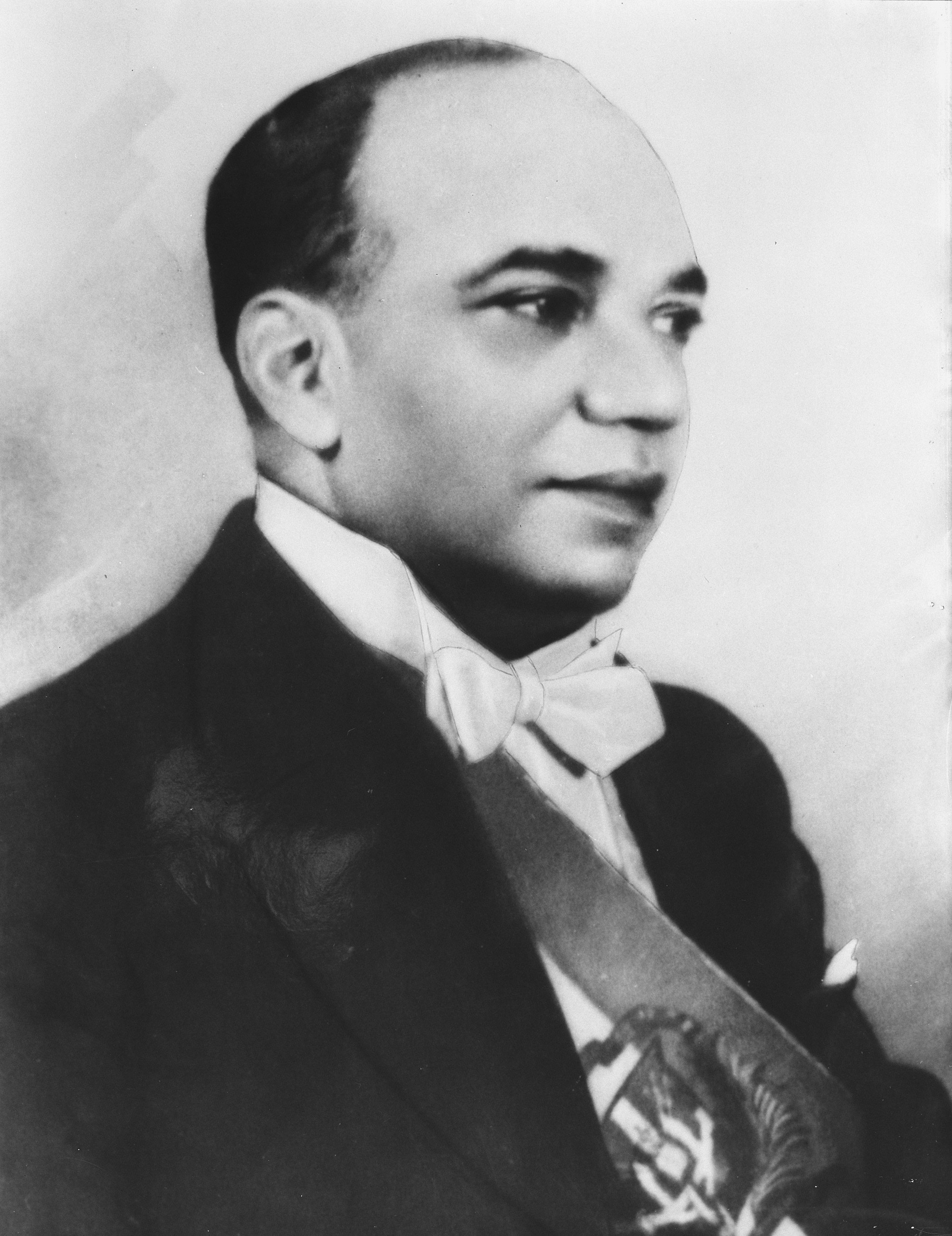
Héctor Trujillo, candidato único a la elección presidencial.

Las elecciones generales se realizaron en la República Dominicana el 16 de mayo de 1957. Héctor Trujillo, como candidato único en la elección presidencial, fue elegido sin oposición; pese a ser nominalmente el presidente, su predecesor y hermano Rafael Trujillo Molina mantuvo control absoluto del país. El Partido Dominicano ganó todos los escaños en las elecciones legislativas.

## Resultados

### Presidente
| Candidato             | Partido               | Votos     | %   |
| --------------------- | --------------------- | --------- | --- |
| Héctor Trujillo       | Partido Dominicano    | 1,265,681 | 100 |
| Votos nulos/en blanco | Votos nulos/en blanco | —         | —   |
| Total                 | Total                 | 1,265,681 | 100 |
| Fuente: Nohlen        |                       |           |     |